# Thymoites missionensis
Thymoites missionensis es una especie de araña araneomorfa del género Thymoites, familia Theridiidae. Fue descrita científicamente por Levi en 1957.
Habita desde los Estados Unidos hasta Costa Rica.